# 格拉韦雷
格拉韦雷（義大利語：Gravere），是意大利都灵省的一个市镇。总面积18平方公里，人口747人，人口密度41.5人/平方公里（2009年）。ISTAT代码为001117。